# Mormopterus norfolkensis
Mormopterus norfolkensis es una especie de murciélago de la familia Molossidae.

## Distribución geográfica
Es endémica de  Australia